# Đại học Kinshasa
Đại học Kinshasa (UNIKIN) là một cơ sở giáo dục bậc đại học bằng tiếng Pháp ở thành phố Kinshasa ở Cộng hòa Dân chủ Congo. Với 400 ha đất ở vùng núi Amba ở vùng đất thực ra là xã Lemba và hơn 23.000 sinh viên năm 2006, trường đại học này hợp thành trường đại học lớn nhất Cộng hòa Dân chủ Congo.
Đầu tiên trường đại học này được thành lập bởi Đại học Hoàng gia Công giáo Louvain (Université Catholique de Louvain năm 1951 trong thời kỳ Congo thuộc Bỉ với tên gọi Đại học Lovanium và trường có tên Đại học Kinshasa lâu sau này, sau khi đã được tách ra khỏi Giáo hội Công giáo để trở thành một cơ sở giáo dục đại học công lập được thành lập theo Sắc luật số 81-142 ngày 3 tháng 10 năm 1981. Trường đại học này gồm các khoa sau đây: Luật, Văn học và Khoa học Nhân văn, Khoa học Kinh tế và Quản trị kinh doanh, Khoa học Xã hội-Chính trị và Hành chính, Khoa học, Dược học, Y học, Tâm lý học và Khoa học giáo dục, Canh nông và Viện Công nghệ. Trường đại học này cũng bao gồm 6 đơn vị phân cấp trực thuộc Unikin: Bệnh viện đại học, Trung tâm Thần kinh-Tâm lý-Bệnh lý, Trung tâm bệnh viện Mont-Amba, Khối trường học Mont-Amba, Viện Kỹ thuật Y khoa, Công ty quản lý xay dựng và Trường khu vực giáo dục sau đại học về quy hoạch và Quản trị liên hợp rừng và các lãnh thổ nhiệt đới. 

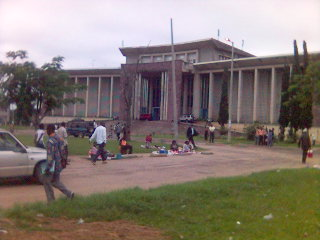
Tòa nhà Rectorat (tòa nhà hành chính chính) của Đại học Kinshasa